# Schloss Fallersleben

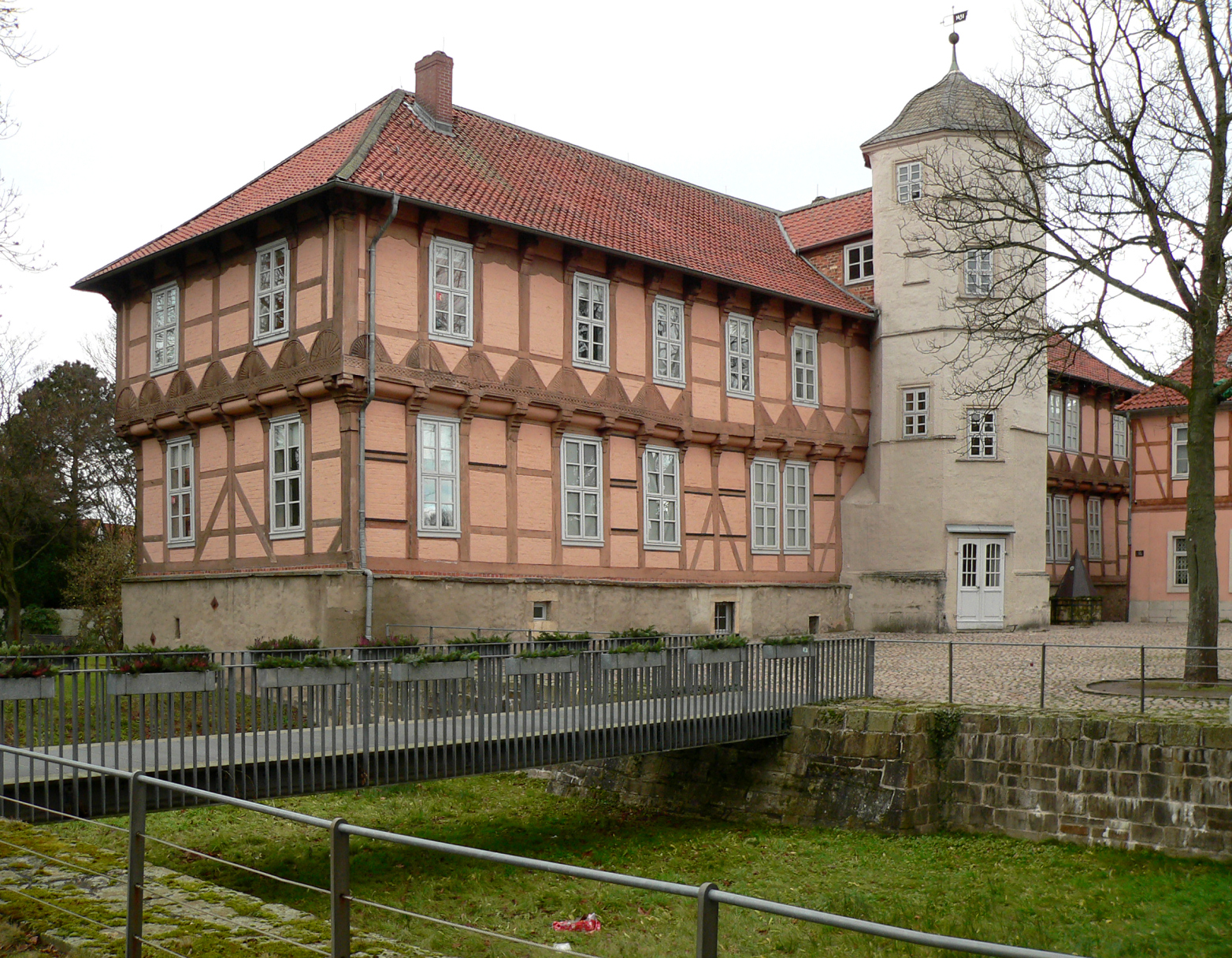
Schloss Fallersleben mit Brücke über den Schlossgraben

Schloss Fallersleben im Wolfsburger Stadtteil Fallersleben ist neben Burg Neuhaus und Schloss Wolfsburg eines der bedeutendsten historischen Gebäude der Stadt Wolfsburg. Es liegt am Schlossteich und bildet gemeinsam mit der Michaeliskirche und dem Alten Brauhaus ein historisches Ensemble.

## Baugeschichte

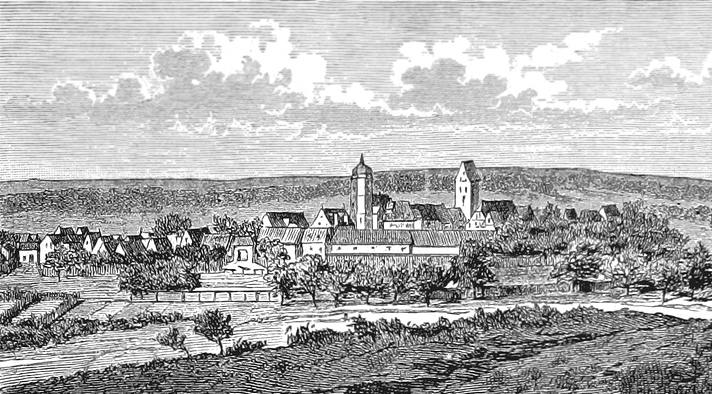
Fallersleben um 1650, links Schlossturm, rechts Kirchturm

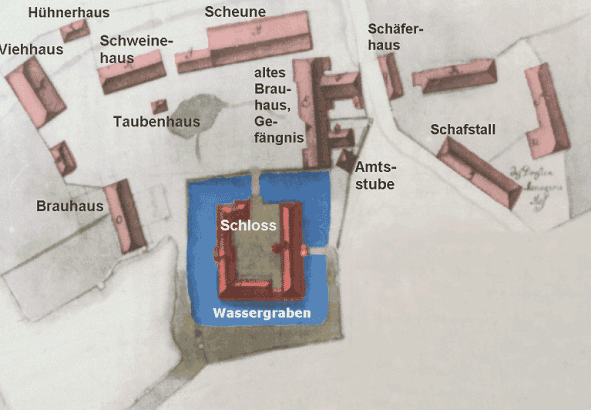
Lageplan von Schloss und Wirtschaftsgebäuden, 1765

Das Schloss entstand zwischen 1520 und 1551, nachdem die Vorläuferanlage während der Hildesheimer Stiftsfehde (1518–23) zerstört worden war. Die Anlage hatte ursprünglich eine Anordnung als U-Form, deren Hof sich nach Süden öffnete. Bis 1760 umgab das Schloss ein etwa 12 m breiter und 5 m tiefer Wassergraben. Ein Zugang war nur über zwei Brücken möglich. Eine Brücke und ein Grabenstück sind anhand archäologischer Ausgrabungen von 1998 rekonstruiert worden. Zuvor war der damalige Charakter eines Wasserschlosses nach dem Zuschütten der Wassergräben kaum noch erkennbar. Von den früheren drei Schlossflügeln ist heute nur noch der Westflügel mit dem Treppenturm im Innenhof erhalten. Es ist ein etwa 40 m langes Gebäude in Fachwerkbauweise auf einem steinernen Fundament. Darüber hinaus besteht noch das Kavaliershaus.
In den früheren Schlossgebäuden waren 16 Wohnräume (Hofestube, Schlafkammer, Gemach, Jungfrauen-Stube) sowie Räume für Beamte, Wirtschaftspersonal sowie die Rüst- und Silberkammer des Herzogssitzes  untergebracht. Zur Schlossanlage gehörten zahlreiche Wirtschaftsgebäude, wie das Alte Brauhaus, und umfangreiche Ländereien, die später in eine herzogliche Domäne umgewandelt wurden. In den Jahren 2001–03 wurde Schloss Fallersleben denkmalgerecht saniert.

## Geschichte

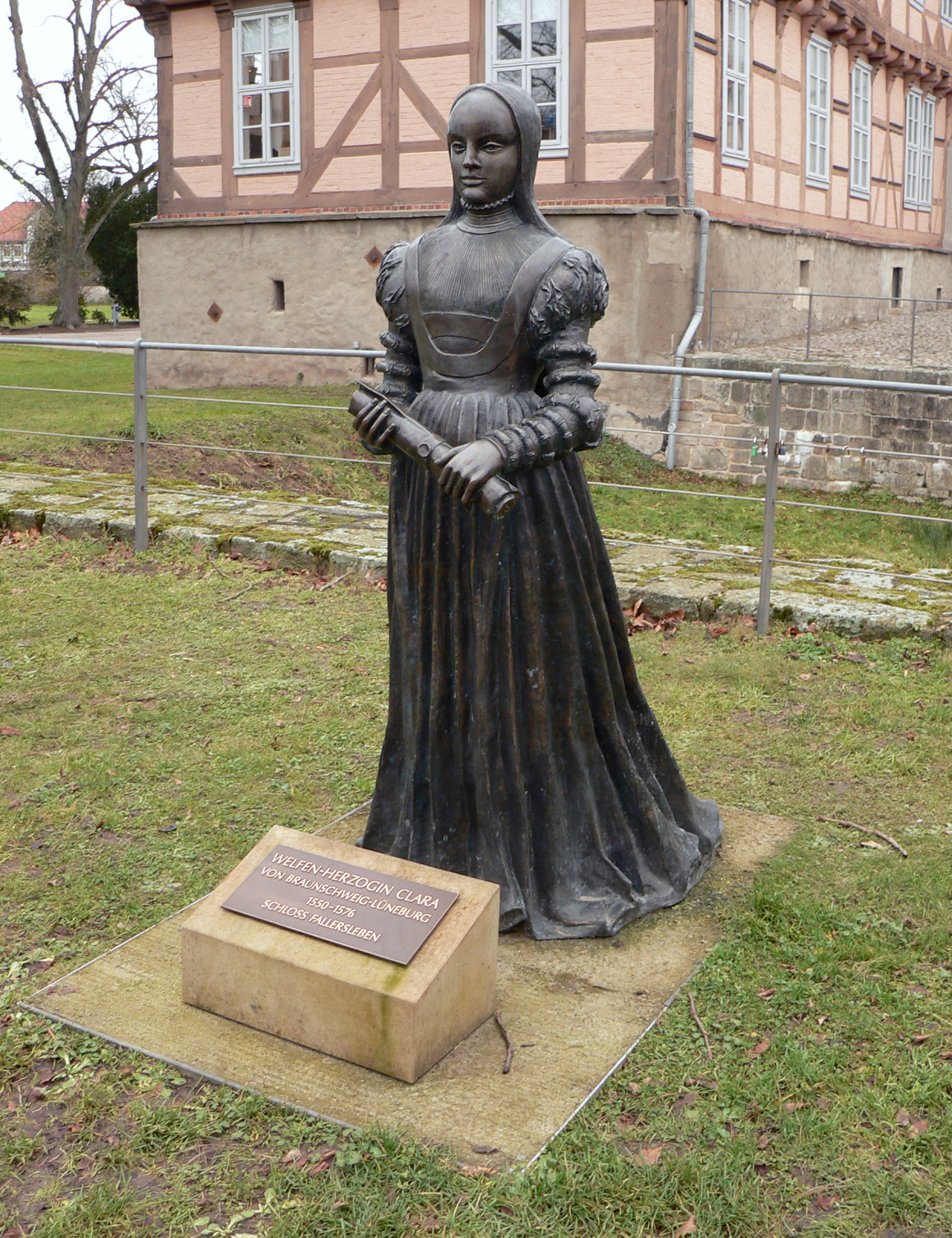
Statue von Klara von Sachsen-Lauenburg vor dem Schloss, geschaffen von Patric Rottenecker

Eine Burg der Herzöge von Braunschweig-Lüneburg wurde in Fallersleben zum ersten Mal im Jahr 1371 erwähnt. Die Anlage wurde im Jahr 1381 an den Rat der Stadt Braunschweig verpfändet, der sie an verschiedene Pfandnehmer weitergab. Im Jahr 1388 ging der Besitz der Burg wieder an den Braunschweiger Herzog zurück, der sie aber wiederum als Pfandobjekt benutzte. In der Hildesheimer Stiftsfehde (1519–1523) wurde die Burg zerstört.
Bauherr von Schloss Fallersleben, wie auch von Schloss Gifhorn, war Herzog Franz von Braunschweig und Lüneburg (1508–1549), der jedoch während der Bauarbeiten mit 41 Jahren verstarb. Er hatte seit 1539 von Gifhorn aus das Herzogtum Gifhorn regiert, zu dem auch Fallersleben gehörte, und hatte in der Region die Reformation eingeführt. Seine Gattin war Klara von Sachsen-Lauenburg, Tochter des Herzogs Magnus I. von Sachsen-Lauenburg. Sie erhielt nach dem Tode von Herzog Franz das Schloss als Witwensitz und vollendete den Bau 1551. Sie lebte über 27 Jahre in Fallersleben und sorgte für einen Aufschwung des Fleckens Fallersleben (Münzordnung 1555, Marktordnung 1573, Brauordnung etc.). Sie verstarb 1576 bei einem Besuch in Barth und wurde dort beigesetzt. Nach ihrem Tode saß ein Drost (Verwalter) auf dem Schloss. Renovierungen am Schloss erfolgten 1616 von Herzog Christian der Ältere, 1636 von Herzog August I. und danach von Herzog Friedrich IV. Mitte des 17. Jahrhunderts wurde der herzogliche Wohnsitz aufgegeben und das Hauptgebäude des Schlosses wandelte sich in einen Amtssitz, in dem ab 1855 staatliche Behörden (Finanzamt, Amtsgericht, Rathaus) untergebracht waren.

## Heute

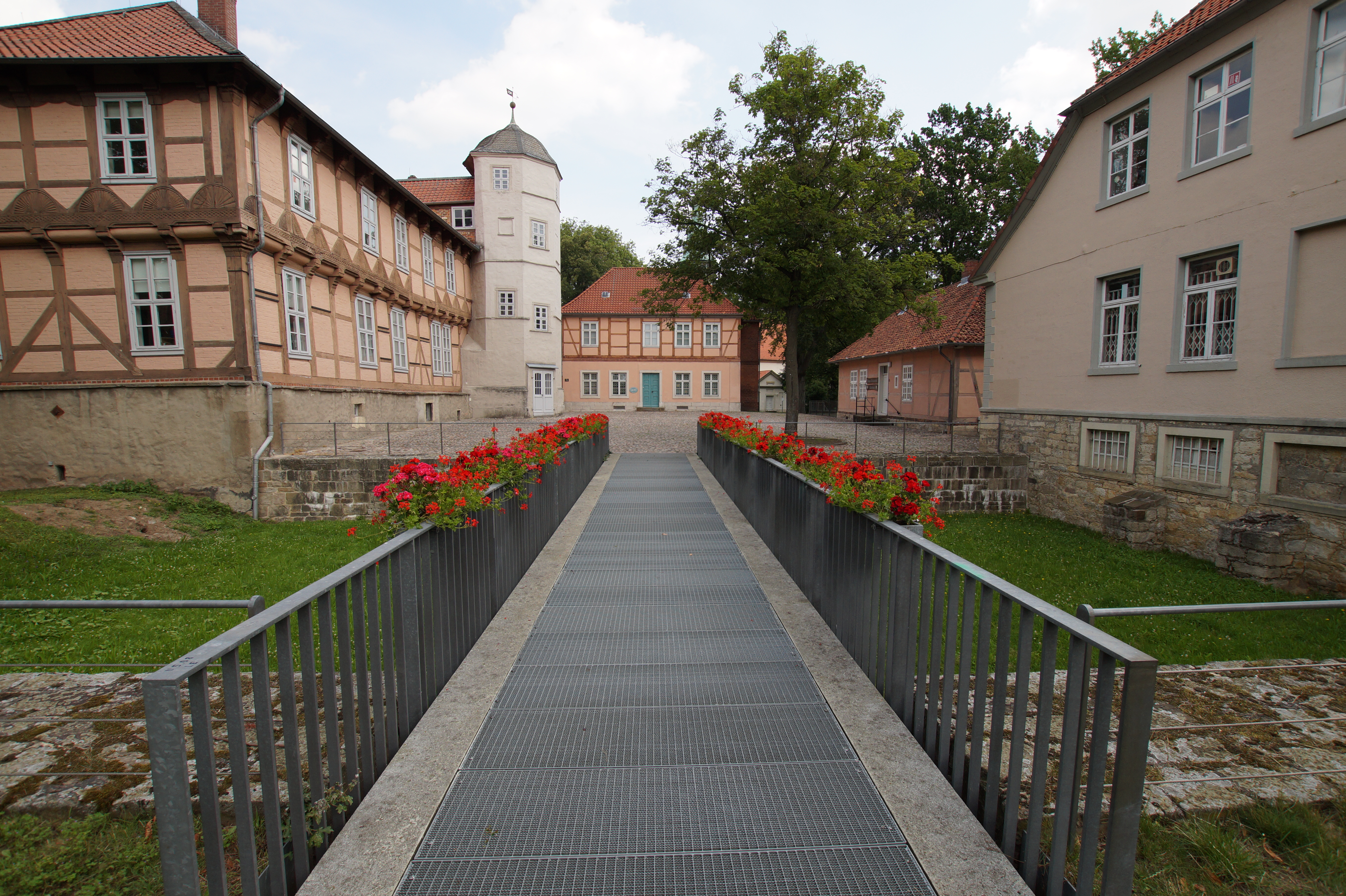
Neue Brücke zum Innenhof über den alten Schlossgraben

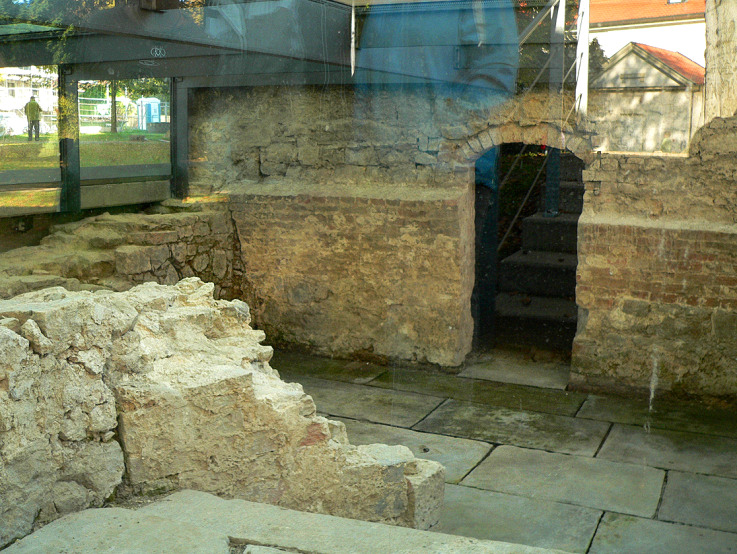
Ausgegrabene Schlossfundamente und -keller unter Glasabdeckung

Seit 1991 beherbergt das Schlossgebäude im Erdgeschoss das Hoffmann-von-Fallersleben-Museum, ein Museum zur Geschichte deutscher Dichtung und Demokratie im 19. Jahrhundert. Darin wird das Leben des Dichters des Deutschlandliedes und die Geschichte seiner Kinderlieder dargestellt. Im Obergeschoss ist eine Gemälde-Galerie mit Bildern von Franz Hoffmann-Fallersleben (einziges Kind von Hoffmann von Fallersleben) untergebracht. Sehenswert sind dort auch die Holzschnitzereien und Stuckdecken. Im Schloss Fallersleben können heute eine Reihe von Räumen für Veranstaltungen gemietet werden. Es wird auch als Standesamt genutzt.
In den Jahren 2001–2003 erfolgten archäologische Untersuchungen auf dem Schlossgelände. Dabei wurden Kellerräume mit 1,3 m starken Mauern sowie mit Tonnengewölben freigelegt. Seit den Ausgrabungen sind die Keller- und Fundamentmauern mit Glas überdacht worden und für Besucher zu besichtigen. Früher waren die Keller unter dem Schloss miteinander verbunden und dienten als Lagerräume für Lebensmittel.